# Józef Borowicki
Józef Borowicki – komornik graniczny kijowski, poseł województwa kijowskiego na Sejm Czteroletni w 1790 roku, członek Zgromadzenia Przyjaciół Konstytucji Rządowej.